# Frederick Lanchester

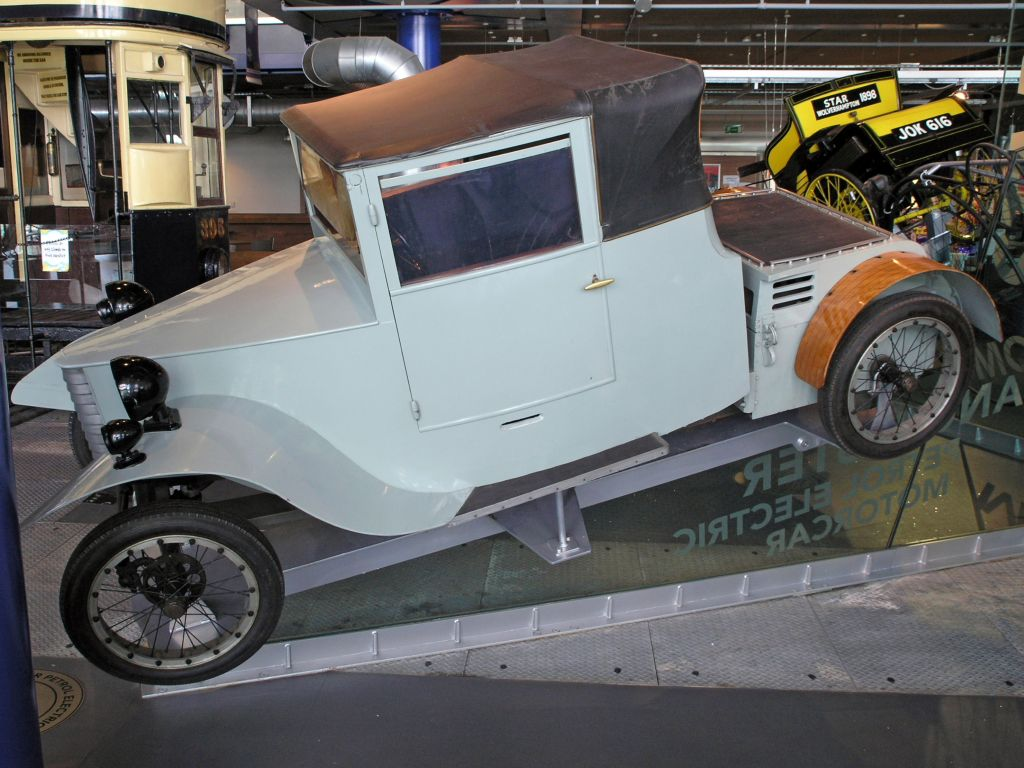
Lanchesters en av en bensin- och eldriven bil från 1927 på Thinktank Birmingham Science Museum.

Frederick William Lanchester, född 23 oktober 1868 och död 8 mars 1946, var ett engelskt universalgeni och ingenjör som gjorde viktiga bidrag till bilteknik och till aerodynamik, och var med och uppfann ämnet operationsanalys.

## Verksamhet

### Lanchesters potenslagar
Lanchester var särskilt intresserad av att förutsäga resultatet av flygstrider. År 1914, före början av första världskriget, publicerade han sina idéer om flygkrigföring i en serie artiklar i Engineering. De publicerades i bokform 1916 som Aircraft in Warfare: The Dawn of the Fourth Arm och inkluderade en beskrivning av en serie differentialekvationer som nu är kända som Lanchesters potenslagar. Dessa lagar beskrev hur två styrkor skulle reducera varandra i strid, och visade att förmågan hos moderna vapen att operera på långa avstånd dramatiskt förändrade stridens karaktär – en styrka som var dubbelt så stor hade varit dubbelt så kraftfull i tidigare, men nu var det fyra gånger, kvadraten på förhållandet. Lanchesters lagar tillämpades ursprungligen praktiskt i USA för att studera logistik, där de utvecklades till operationsanalys.

### Poesi

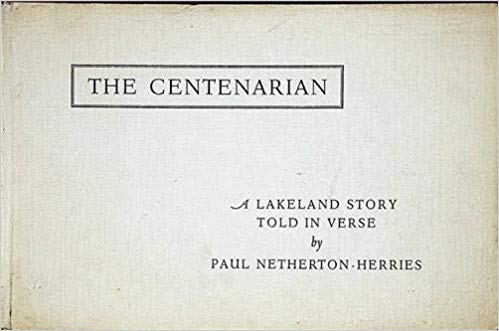
The Centenarian A Lakeland Story Told In Verse (1935) skriven av "Paul Netherton-Herries".

Lanchester skrev poesi under pseudonymen Paul Netherton-Herries.

## Utmärkelser
Lanchester utsågs till Fellow of the Royal Society 1922, och Royal Aeronautical Society gav honom medlemskap och en guldmedalj 1926. Han tilldelades guldmedaljer av Institution of Civil Engineers 1941 och Institution of Mechanical Engineers 1945.